# Halmstads valkrets
Halmstads valkrets var vid riksdagsvalen till andra kammaren 1896–1908 en egen valkrets med ett mandat. Valkretsen, som omfattade Halmstads stad men inte den omgivande landsbygden, avskaffades vid riksdagsvalet 1911 då hela länet bildade Hallands läns valkrets.

## Riksdagsmän
- Anders Apelstam, Friesen 1899, lib s 1901 (1897–1901)
- Viktor Larsson, lib s (1902)
- Alfred Ohlsson, lib s (1903–1905)
- Axel Asker, nfr 1908 (1906–1908)
- Fredrik Elias Ahlfvengren, lib s (1909–1911)

## Valresultat

### 1896
| Andrakammarvalet i Sverige 1896: Halmstads valkrets | Andrakammarvalet i Sverige 1896: Halmstads valkrets | Andrakammarvalet i Sverige 1896: Halmstads valkrets | Andrakammarvalet i Sverige 1896: Halmstads valkrets | Andrakammarvalet i Sverige 1896: Halmstads valkrets |
| Kandidat                                            | Kandidat                                            | Röster                                              | Röster                                              | Röster                                              |
| Kandidat                                            | Kandidat                                            | Antal                                               | %                                                   | +− %                                                |
| --------------------------------------------------- | --------------------------------------------------- | --------------------------------------------------- | --------------------------------------------------- | --------------------------------------------------- |
|                                                     | Anders Apelstam                                     | 345                                                 | 60,7                                                |                                                     |
|                                                     | C. M. Petri                                         | 206                                                 | 36,3                                                |                                                     |
|                                                     | Övriga kandidater                                   | 17                                                  | 3,0                                                 |                                                     |
| Antal giltiga röster                                | Antal giltiga röster                                | 568                                                 |                                                     |                                                     |
| Kasserade röster                                    | Kasserade röster                                    | 2                                                   |                                                     |                                                     |
| Totalt                                              | Totalt                                              | 570                                                 |                                                     |                                                     |

- Valdeltagandet var 74,7%.

### 1899
| Andrakammarvalet i Sverige 1899: Halmstads valkrets | Andrakammarvalet i Sverige 1899: Halmstads valkrets | Andrakammarvalet i Sverige 1899: Halmstads valkrets | Andrakammarvalet i Sverige 1899: Halmstads valkrets | Andrakammarvalet i Sverige 1899: Halmstads valkrets |
| Kandidat                                            | Kandidat                                            | Röster                                              | Röster                                              | Röster                                              |
| Kandidat                                            | Kandidat                                            | Antal                                               | %                                                   | +− %                                                |
| --------------------------------------------------- | --------------------------------------------------- | --------------------------------------------------- | --------------------------------------------------- | --------------------------------------------------- |
|                                                     | Anders Apelstam                                     | 336                                                 | 63,1                                                | ▲2,4                                                |
|                                                     | Alfred Ohlsson                                      | 184                                                 | 34,5                                                |                                                     |
|                                                     | Övriga kandidater                                   | 13                                                  | 2,4                                                 |                                                     |
| Antal giltiga röster                                | Antal giltiga röster                                | 533                                                 |                                                     |                                                     |
| Kasserade röster                                    | Kasserade röster                                    | 0                                                   |                                                     |                                                     |
| Totalt                                              | Totalt                                              | 533                                                 |                                                     |                                                     |

Valet ägde rum den 12 september 1899. Valdeltagandet var 64,5%.

### 1902
| Andrakammarvalet i Sverige 1902: Halmstads valkrets | Andrakammarvalet i Sverige 1902: Halmstads valkrets | Andrakammarvalet i Sverige 1902: Halmstads valkrets | Andrakammarvalet i Sverige 1902: Halmstads valkrets | Andrakammarvalet i Sverige 1902: Halmstads valkrets |
| Kandidat                                            | Kandidat                                            | Röster                                              | Röster                                              | Röster                                              |
| Kandidat                                            | Kandidat                                            | Antal                                               | %                                                   | +− %                                                |
| --------------------------------------------------- | --------------------------------------------------- | --------------------------------------------------- | --------------------------------------------------- | --------------------------------------------------- |
|                                                     | Alfred Ohlsson                                      | 491                                                 | 55,6                                                | ▲21,1                                               |
|                                                     | Viktor Larsson                                      | 391                                                 | 44,3                                                |                                                     |
|                                                     | Övriga kandidater                                   | 1                                                   | 0,1                                                 |                                                     |
| Antal giltiga röster                                | Antal giltiga röster                                | 883                                                 |                                                     |                                                     |
| Kasserade röster                                    | Kasserade röster                                    | 4                                                   |                                                     |                                                     |
| Totalt                                              | Totalt                                              | 887                                                 |                                                     |                                                     |

Valet ägde rum den 12 september 1902. Valdeltagandet var 78,8%.

### 1905
| Andrakammarvalet i Sverige 1905: Halmstads valkrets | Andrakammarvalet i Sverige 1905: Halmstads valkrets | Andrakammarvalet i Sverige 1905: Halmstads valkrets | Andrakammarvalet i Sverige 1905: Halmstads valkrets | Andrakammarvalet i Sverige 1905: Halmstads valkrets |
| Kandidat                                            | Kandidat                                            | Röster                                              | Röster                                              | Röster                                              |
| Kandidat                                            | Kandidat                                            | Antal                                               | %                                                   | +− %                                                |
| --------------------------------------------------- | --------------------------------------------------- | --------------------------------------------------- | --------------------------------------------------- | --------------------------------------------------- |
|                                                     | Axel Asker                                          | 597                                                 | 58,6                                                |                                                     |
|                                                     | J. Svensson                                         | 420                                                 | 41,2                                                |                                                     |
|                                                     | Övriga kandidater                                   | 2                                                   | 0,2                                                 |                                                     |
| Antal giltiga röster                                | Antal giltiga röster                                | 1 019                                               |                                                     |                                                     |
| Kasserade röster                                    | Kasserade röster                                    | 3                                                   |                                                     |                                                     |
| Totalt                                              | Totalt                                              | 1 022                                               |                                                     |                                                     |

Valet ägde rum den 22 september 1905. Valdeltagandet var 79,0%.

### 1908
| Andrakammarvalet i Sverige 1908: Halmstads valkrets | Andrakammarvalet i Sverige 1908: Halmstads valkrets | Andrakammarvalet i Sverige 1908: Halmstads valkrets | Andrakammarvalet i Sverige 1908: Halmstads valkrets | Andrakammarvalet i Sverige 1908: Halmstads valkrets |
| Kandidat                                            | Kandidat                                            | Röster                                              | Röster                                              | Röster                                              |
| Kandidat                                            | Kandidat                                            | Antal                                               | %                                                   | +− %                                                |
| --------------------------------------------------- | --------------------------------------------------- | --------------------------------------------------- | --------------------------------------------------- | --------------------------------------------------- |
|                                                     | Fredrik Elias Ahlfvengren                           | 740                                                 | 59,7                                                |                                                     |
|                                                     | Anders Johansson (höger)                            | 497                                                 | 40,1                                                |                                                     |
|                                                     | Övriga kandidater                                   | 2                                                   | 0,2                                                 |                                                     |
| Antal giltiga röster                                | Antal giltiga röster                                | 1 239                                               |                                                     |                                                     |
| Kasserade röster                                    | Kasserade röster                                    | 0                                                   |                                                     |                                                     |
| Totalt                                              | Totalt                                              | 1 239                                               |                                                     |                                                     |

Valet ägde rum den 25 september 1908. Valdeltagandet var 64,5%.